# 9 mm 29 M. pisztolytöltény
A 29 M. pisztolytöltény elnevezés valójában a John M. Browning fegyvertervező által kifejlesztett és a Colt által 1908-ban bevezetett 9 mm rövid pisztolytöltényt takarja. Bevezetése a Frommer Rudolf által tervezett 29 M pisztoly 1929-es gyártása miatt került sor. Ekkor már a 6,35 × 16 mm SR lásd .25 ACP és a 7,65 × 17 lásd .32 ACP pisztolytöltényekkel együtt triumvirátusban a legerősebb hadi felhasználású pisztolytölténynek szánták. Az ezt megelőző időszakban az Osztrák-Magyar Monarchiában rendszerben volt 8 mm Roth Steyr M7, 9 mm Steyr és 7,63 mm-es Mauser pisztolytöltények leváltását és modernizálását végrehajtva mind a mai napig rendszerben, gyártásban lévő pisztolytöltényre cserélték. Igaz hogy a 7,63 mm Mauser töltény a mai napig használatban maradt és a hatásadatai is bizonyos értelemben felülmúlják a 29M pisztolytöltényét lásd a TT-33 Tokarev 7,62 × 25 pisztolytöltény is ebből lett továbbfejlesztve. A viszonylagos stopping power azonban a 29 M. tölténynél jobb a szakirodalom szerint! Hadi célra 6 grammos FMJ lövedékkel gyártották természetesen, amit eltérő adatok szerint 280-300 m/s-os kezdősebességgel tudtak kilőni egy 100 mm hosszúságú csőből.
Jelölései, elnevezései:
- .380 Auto Colt Pistol ( ACP )
- 9mm Browning
- 9mm Corto
- 9mm Court
- 9mm Kratak
- 9mm Kurz
- 9mm Scurt
- 9mm Short
- 9×17mm